# 33248 Nataliehowell
33248 Nataliehowell este o planetă minoră (asteroid), cu un diametru de 4,013 km, din centura de asteroizi. A fost descoperită pe 18 aprilie 1998 la Experimental Test Site⁠(d) de Lincoln Near-Earth Asteroid Research. 
Obiectul prezintă o orbită caracterizată de o semiaxă mare de 2,6384243 UAi, o excentricitate de 0,2, o înclinație de 6,108 ° în raport cu ecliptica.